# Hyalopomatus macintoshi
Hyalopomatus macintoshi är en ringmaskart som först beskrevs av Gravier 1911.  Hyalopomatus macintoshi ingår i släktet Hyalopomatus och familjen Serpulidae. Inga underarter finns listade i Catalogue of Life.